# 青春時代 (アリスの曲)
「青春時代」（せいしゅんじだい）は、アリスの4枚目のシングル。1973年12月5日に東芝EMIから発売された。

## 解説
3作目のアルバム『ALICE III』と同日発売された。
作詞はなかにし礼、作曲は都倉俊一。アリスのシングルでは珍しく作詞家・作曲家の楽曲。他に「二十歳の頃」･「今はもうだれも」などがある。
当時既に関西では人気を得ていたアリスだが、「アクが強すぎてこのままでは東京で売れない」との判断から、ソフト路線への転換を狙い歌謡曲作家を起用したが、結果的にその「ヒット狙い」の姿勢が批判されることになった。
歌謡曲作家による作品を歌うことに、メンバーの葛藤は大きかったようで、後年、この曲について谷村新司は「それほどのヒットとは言えなかったが、それでも僕らの曲より売れた。“売れる曲とは何か”を学んだ気がする」と語っている。
2020年10月28日にMEG-CD仕様で再発された。

## 収録曲
全作詞：なかにし礼　作曲・編曲：都倉俊一

### SIDE 1
1. 青春時代 [2:44]

### SIDE 2
1. 地図にない町 [2:31]

## 収録アルバム
| 曲名         | 収録アルバム                      | 発売日         | 販売形態             | 備考                    |
| ------------ | --------------------------------- | -------------- | -------------------- | ----------------------- |
| 青春時代     | 『ALICE III』                     | 1973年12月25日 | オリジナル・アルバム | 3rdオリジナル・アルバム |
| 青春時代     | 『ALICE セカンド・ライヴ 』       | 1974年7月5日   | ライブ・アルバム     | 2ndライブ・アルバム     |
| 青春時代     | 『栄光への脱出〜武道館ライブ』    | 1978年10月5日  | ライブ・アルバム     | 4thライブ・アルバム     |
| 青春時代     | 『3人だけの後楽園 VERY LAST DAY』 | 1982年11月7日  | ライブ・アルバム     | 7thライブ・アルバム     |
| 青春時代     | 『ALICE MEMORIAL 1972〜1975』     | 1980年3月5日   | ベスト・アルバム     | 1stベスト・アルバム     |
| 青春時代     | 『THE BEST OF ALICE』             | 1981年10月21日 | ベスト・アルバム     | 3rdベスト・／アルバム   |
| 地図にない町 | 『ALICE III』                     | 1973年12月25日 | オリジナル・アルバム | 3rdオリジナル・アルバム |